# Строев, Пётр Феонович
Пётр Феонович Строев (1898—1944) — советский живописец и скульптор.

## Биография
Пётр Строев родился 22 сентября 1898 года в Пензе в семье служащего. В возрасте 2-х лет вместе с семьёй переехал в Тобольскую губернию. Около 7 лет его семья переезжала из одного села в другое, после чего они перебрались в Иркутск. В 1914 году отец Строева скончался от тифа в селе Куйтун, но Пётр в том же году поступил в Иркутскую учительскую семинарию, которую окончил в 1918 году.
В 1919 году был призван в армию, но затем освобождён по болезни сердца. В том же 1919 году назначен на работу учителем селе Оёк.
В 1922 году вернулся в Иркутск, поступил в 1-ю Иркутскую государственную художественную мастерскую, где учился у И. Л. Копылова. Во время учёбы подрабатывал преподавателем рисования в трудовой школе 2-й ступени и сторожем в художественной мастерской.
В 1921 и 1924 годах принимал участие в выставках «копыловцев».
В 1925—1926 годах работал преподавателем в детской студии при художественной мастерской.
В 1925 году получил поощрительную премию в конкурсе проектов памятника В. И. Ленину в Иркутске.
В 1926 году окончил Иркутскую государственную художественную мастерскую и поехал в Ленинград поступать во ВХУТЕИН. Был зачислен сразу на второй курс живописного факультета, на следующий год был переведён на третий курс монументального отделения.
В 1927 году принимал участие в Первой Всесибирской выставке, с 1927 по 1928 год был членом общества художников «Новая Сибирь».
В 1928 году закончил обучение в Академии художеств и вернулся в Иркутск.
В 1928—1929 годах занимался педагогической деятельностью. Позднее переезжает в Ленинград, пишет ряд жанровых картин. Занимается иллюстрацией литературных произведений Ф. М. Достоевского, Г. И. Успенского, А. П. Чехова, И. С. Тургенева и других авторов.
В 1930-х — начале 1940-х годов участвует в ряде ленинградских и московских художественных выставок.
С 1935 года член Ленинградской областной организации Союза художников. Жил в Ленинграде в небольшой комнате в доме на Песочной набережной.

## Гибель
Пропал без вести зимой 1944 года.

## Творческое наследие
Несколько работ Строева находятся в фондах Государственного Русского музея и в Иркутском областном художественном музее.

## Живописные работы

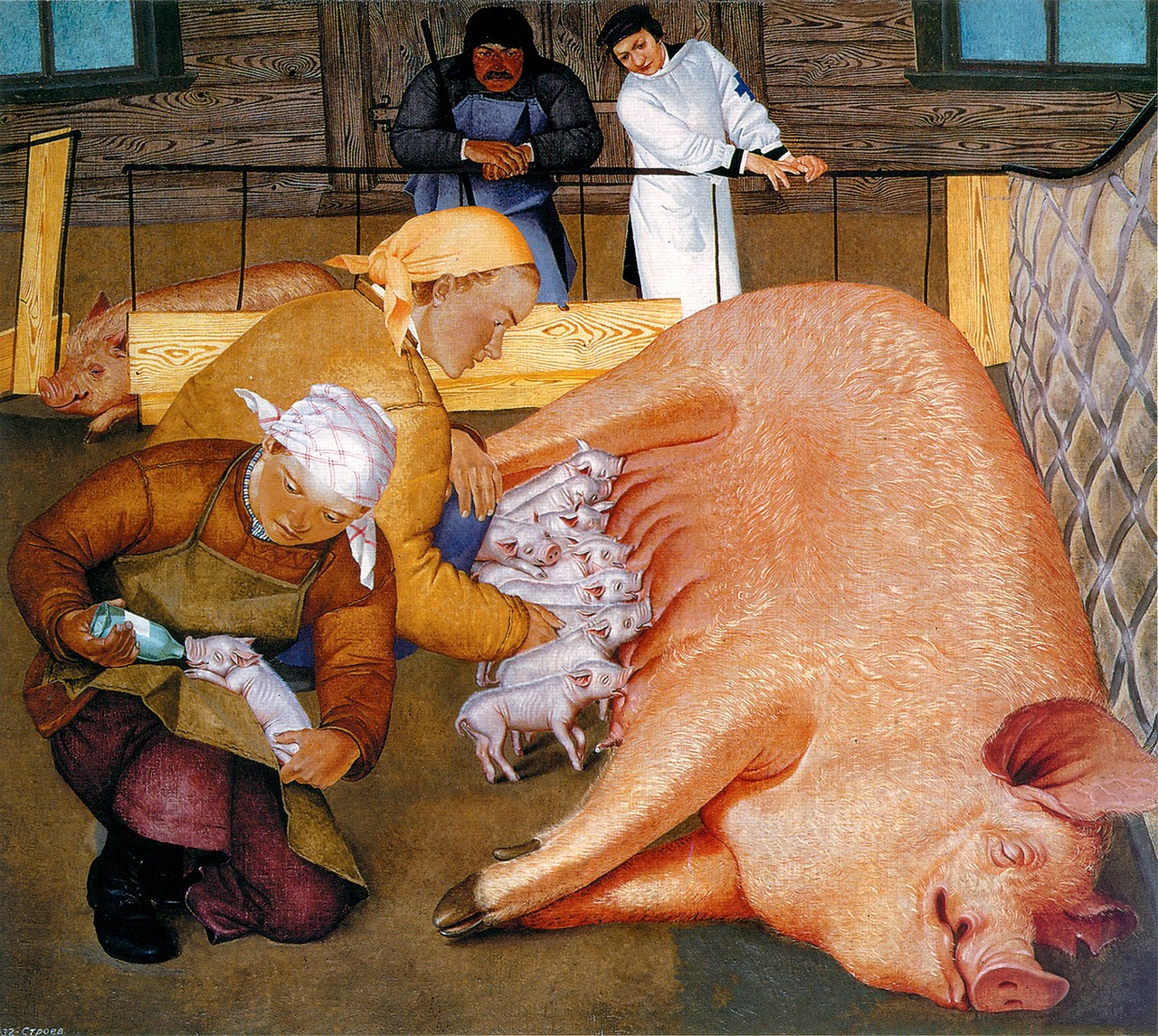
«В свиноводческом совхозе», 1932
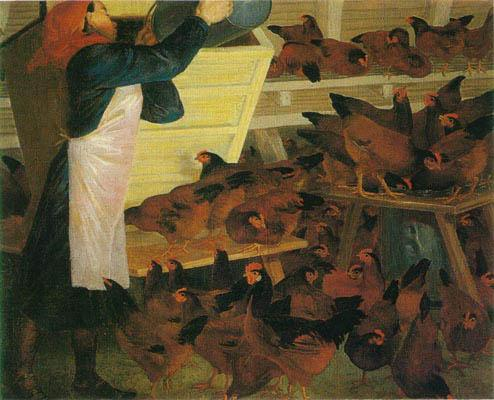
«В совхозе птицетреста», 1934